# قائمة المعالم الأثرية المصنفة في ولاية منوبة
تحتوي هذه المقالة قائمة المعالم الأثرية المصنفة في ولاية منوبة وهي المعالم والأماكن التاريخية المصنفة والمحمية من قبل المعهد الوطني للتراث في ولاية منوبة في تونس. تحتوي القائمة 13 مواقع.
| رمز المعلم | المدينة         | المعلم                        | تاريخ التصنيف | القرار             | صورة |
| ---------- | --------------- | ----------------------------- | ------------- | ------------------ | ---- |
| 14-1       | مدينة البطان    | قنطرة سد البطان               | 15/01/2001    | مرسوم رقم 2001-241 |      |
| 14-2       | مدينة طبربة     | زاوية سيدي بن عيسى            | 03/03/1915    | قرار               |      |
| 14-3       | مدينة طبربة     | زاوية سيدي علي عزوز           | 03/05/1920    | قرار               |      |
| 14-4       | مدينة طبربة     | مقر المكتبة العمومية          | 01/09/2000    | أمر الحماية        |      |
| 14-5       | مدينة طبربة     | ملعب المصارعة الدائري         | 13/03/1912    | قرار               |      |
| 14-6       | مدينة منوبة     | سبيل حمودة باشا               | 25/01/1922    | قرار               |      |
| 14-7       | مدينة منوبة     | سقيفة قصر خير الدين باشا      | 23/06/1955    | قرار               |      |
| 14-8       | مدينة منوبة     | قصر حمودة باشا                | 25/01/1922    | قرار               |      |
| 14-9       | مدينة منوبة     | قصر قبة النحاس                | 25/01/1922    | قرار               |      |
| 14-10      | مدينة منوبة     | قصر مراد باي شارع 2 مارس 1934 | 31/08/1999    | امر عدد 1933       |      |
| 14-11      | هنشير المساعدين | الكنيسة الآثرية               | 22/03/1899    | قرار               |      |
| 14-12      | هنشير المساعدين | المقبرة الآثرية               | 22/03/1899    | قرار               |      |
| 14-13      | وادي الليل      | الحنايا الرومانية             | 07/12/1892    | قرار               |      |

## مقالات ذات صلة
- قائمة المعالم الأثرية المصنفة في تونس
- المعهد الوطني للتراث
- ثقافة تونس
- تاريخ تونس

## روابط خارجية
- القائمة الرئيسية للمعالم التاريخية والأثرية المرتبة والمحمية للبلاد التونسية على موقع المعهد الوطني للتراث.